# Attentati di Tel Aviv del 2016
Il 1º gennaio 2016, un uomo 31enne arabo israeliano aprì il fuoco con un mitra Spectre M4 su diverse attività commerciali in via Dizengoff, a Tel Aviv, in Israele, uccidendo 2 persone e ferendone altre 7. Uccise anche un tassista arabo israeliano durante la fuga. I video di selfie dal suo cellulare vennero successivamente resi pubblici dallo Shin Bet, e portarono i funzionari a credere che l'attacco fosse ispirato dall'ISIS. L'attentatore, dopo una caccia all'uomo, venne ucciso, in una sparatoria, dall'unità anti-terrorismo Yamam.
L'8 marzo 2016, un palestinese di 21 (o, secondo altre fonti, 22) anni di Qalqilya, in Cisgiordania, che risiedeva illegalmente in Israele, uccise un turista 28enne e veterano dell'esercito degli Stati Uniti, Taylor Force, e ferì altre 10 persone, tra cui una donna incinta, in una serie di accoltellamenti al porto di Giaffa, a Tel Aviv, in Israele, il tutto mentre Joe Biden e Shimon Peres si stavano incontrando nella città. L'attentatore venne ucciso dalla polizia dopo un inseguimento sul lungomare. La famiglia dell'assassino nel 2017 riceveva una pensione mensile dal Fondo dei Martiri dell'Autorità Nazionale Palestinese pari a diverse volte il salario medio mensile nei Territori palestinesi (in seguitò a ciò negli USA nel 2018 venne approvato come legge il Taylor Force Act, che si proponeva di fermare gli aiuti economici statunitensi all'ANP finché questa non avesse fermato il finanziamento dei terroristi e delle loro famiglie). Fatah (il partito del presidente palestinese Mahmūd Abbās), Hamas e Jihad islamica palestinese accolsero positivamente l'attacco.
L'8 giugno 2016 a Tel Aviv avvenne un attacco terroristico in cui 2 uomini palestinesi (tra cui un membro di Hamas e considerati ispirati dall'ISIS dall'accusa ufficiale presentata dall'ufficio del procuratore distrettuale di Tel Aviv e dallo Shin Bet) armati apparentemente di mitra improvvisati Carlo (vedi: armi di produzione artigianale palestinesi) aprirono il fuoco sui clienti del Max Brenner Cafe nel mercato di Sarona, uccidendo 4 civili israeliani, di età comprese tra i 32 e i 58 anni, e ferendo altre 7 persone. Gli autori vennero catturati vivi dalle forze di sicurezza israeliane. L'attentato venne visto positivamente e/o festeggiato da molti palestinesi e organizzazioni militanti palestinesi. Canada, Germania, Francia, Russia, Spagna, Regno Unito, Stati Uniti, Unione europea e diversi rappresentanti di alto rango dell'ONU condannarono l'attentato.